# Letis nero
Letis nero är en fjärilsart som beskrevs av Guido Benno Feige 1975. Letis nero ingår i släktet Letis och familjen nattflyn. Inga underarter finns listade i Catalogue of Life.